# Microsoft Flight Simulator 3.0
Microsoft Flight Simulator, communément appelé Microsoft Flight Simulator ou FS3 en abrégé, est un jeu vidéo de simulation de vol sorti au milieu de 1988 pour MS-DOS.

## Système de jeu
Microsoft Flight Simulator 3 a amélioré l'expérience de vol en ajoutant de nouveaux avions et aéroports à la zone de simulation déjà existante de Microsoft Flight Simulator 2.0, en augmentant la qualité des graphismes (EGA) et d'autres fonctionnalités venant des versions pour Amiga et ST.
Les trois avions simulés dans le jeu sont le Gates Learget 25, le Cessna Skylane et le Sopwith Camel. Microsoft Flight Simulator 3 permettait également à l'utilisateur de personnaliser l'affichage du jeu, il est possible afficher différentes fenêtres pour afficher différentes vues de l'avion simultanément, elles pouvaient être redimensionnées et déplacé sur l'écran. Les vues supportées incluaient les instruments et le centre de contrôle de l'avion, une vue de la carte et plusieurs angles de caméra externe.
Cette version avait un programme pour convertir les anciens Scenery Disks de Sublogic vers en fichiers d'environnement qui pouvaient être ajoutés dans le répertoire du jeu, ce qui permettait a l'utilisateur d'augmenter la taille du monde.

## Réception
Richard Sheffield à déclaré pour le magazine Compute! said "Si vous avez déjà eu des ailes avec les anciennes versions de Flight Simulator, vous profiterez et apprécirez les améliorations faites à la version 3.0. Si vous êtes nouveaux dans le hangar, c'est le jeu à avoir pour commencer."
Robert Luhn a déclaré pour le magazine PC World "Si vous êtes anxieux pour le prochain pas dans la simulation de vol, prenez la version 3.0."
Steve Williams a déclaré pour le magazine Family Computing "Les graphismes de la version 3.0 sont meilleurs, le système de jeu permet plus de flexibilité, les avions ont été améliorés avec de nouvelles options pour aider les pilotes novices à voler. Flight Simulator 3.0 les autres simulateurs de vol voler avec leurs ailes."

## Revues
- (en) ACE (Advanced Computer Entertainment), no 12, 29 septembre 1988 [texte intégral]
- (en) ACE (Advanced Computer Entertainment), no 13, 29 octobre 1988 [texte intégral]
- Jeux et Stratégie, Excelsior Publications, no 55, février 1989 [texte intégral]